# キリシタン
キリシタン（吉利支丹、切支丹、ポルトガル語: Cristão, 古いポルトガル語: Christan）は、日本の戦国時代から江戸時代、更には明治の初めごろまで使われていた日本語（古語口語）である。江戸時代以降の当て字である『切死丹』『鬼理死丹』『鬼利至端』『貴理死貪』には侮蔑の意味が込められており、蔑称として使われてきた。

## 概要
元々はポルトガル語で「キリスト教徒」を指す言葉であり、英語の「クリスチャン」（Christian）と同じ意味である。本来のポルトガル語ではキリスト教徒全般を指すが、日本語では戦国時代以後、日本に伝来したキリスト教の信者、伝道者またその働きについてを指す。キリスト教の禁令はローマカトリック教会に限定されていたわけではなく、平戸市のオランダ倉庫はキリスト教の年号（1639年）を使用したことを理由に破壊され、オランダ人墓地も同時期に破却、死体は掘り返され海に投棄された。1654年、ガブリエル・ハッパルトは長崎での陸上埋葬の嘆願をしたが、キリスト教式の葬儀や埋葬は認められず、日本式で行うことを条件に埋葬が許可された。
江戸幕府はプロテスタントとカトリック教会の教義は同じもので、教派の違いは重要でないとし、オランダ人もキリシタンであると認識していた。オランダ人の記録によると、徳川家光はオランダ人の宗教がポルトガル人の宗教と類似したものであると理解しており、オランダ人を長崎の出島に監禁した理由の一つにキリスト教の信仰があったとしている。
1673年、イギリス船リターン号が来航し通商再開を求めたが、イギリス人のキリスト教禁令遵守を疑った幕府は拒否した。
エンゲルベルト・ケンペルは1690年代の出島において、オランダ人が日本人による様々な辱めや不名誉に耐え忍ばなければならなかったと述べている。キリストの名を口にすること、宗教に関連した楽曲を歌うこと、祈ること、祝祭日を祝うこと、十字架を持ち歩くことは禁じられていた。
日本の漢字では、「吉利支丹」などと書く。江戸時代以降は禁教令や踏み絵による弾圧に伴い、侮蔑を込めて「切死丹」、「鬼理死丹」という当て字も使われるようになった。5代将軍徳川綱吉の名に含まれる「吉」の字をはばかって、綱吉治世以降は「吉利支丹」という字は公には使われなくなり、「切支丹」という表記が一般となった。
「切支丹」はその後、カタカナで「キリシタン」と表記されるようになり、近代の子孫である隠れキリシタンと区別されるようになった。またキリシタンは現代の日本のキリスト教徒、キリスト教と区別するためにも使用されている。現在の日本では、「キリシタン」という言葉は「キリシタン大名」や「隠れキリシタン」など、日本の歴史用語として使用されており、現代日本のキリスト教徒を指す場合は「クリスチャン」を用いる。
17世紀初頭にはキリシタン信徒は37万人を超えたとC・R・ボクサーは推定している。

## ヌエバ・エスパーニャのキリシタン
ヌエバ・エスパーニャには多くのキリシタンが宗教的迫害を逃れるために移住しており、商売や学問で成功を収めるものが多くいた。日本人や中国人等の東洋人は法的にはインディオ（先住民）と見なされていた。17世紀初頭には、フィリピン諸島に1,500人から3,000人の日本人が居住していた。フィリピンにいた日本人のほとんどは商人だったと考えられているが、徳川幕府に迫害されていたキリシタンもフィリピンに到着してきた。1610年から1614年の間に、メキシコ市には82人の日本人がいたことが分かっており、そのうち19人が1610年、63人が1614年に移住していた。
ヌエバ・ガリシアの首都であるグアダラハラでは移住して成功を収めた日本人が何人か記録されている。フアン・デ・パエスは1620年代に移住した後にビノ・デ・ココスやメスカルなどの蒸留酒を販売して1650年には店のオーナーとなった。1653年にはグアダラハラの上位20人「albacea, heredero y tenedor de bienes」になるほど裕福となり、1657年から1661年には「mayordomo y administrador de los propios y rentas de la catedral」に就任した。1675年に死去したときには、大聖堂を所有する領主の墓と同じ区画に埋葬され、数万ペソに上る財産を遺言に残した。1679年の国勢調査では日本人移民ルイス・デ・エンシオの未亡人マルガリータ・デ・エンシオの家には、10人のメスティーソと4人の黒人の使用人がおり、この数字は他の2人の商人の家だけが上回っており、エンシオ家の栄華を物語っている。
17世紀には日本人のルイス・デ・ササンダが修道会に入会を許されている。1613年に殉教した日本人ミゲル・ササンダの息子であったことが、入会を容易にしたと考えられている。日系人のマヌエル・デ・サンタフェは大学の哲学部を卒業後、1674年に医学部に進学したことが分かっている。18世紀初頭にアウグスチノ会の総長であったフレイ・ガスパル・デ・サン・アグスティンは日本人キリシタンを「アジアのスペイン人」とし、文化的である点で区別されると論じている。
ヨーロッパでは帯剣によって社会的地位を示すことがあったとされるが、キリシタン侍のフアン・デ・ラ・バランカは帯刀と納税免除の特権を与えられていた。キリシタン侍達の代父母はヌエバ・エスパーニャの上流階級から選ばれており、彼らはチーノスの中では特権的な階層に属していた。オアハカ州に移住していた日本人フランシスコ・デ・カルデナスとその息子達も帯刀の特権を1644年に認められており、キリシタン侍の多くが帯刀の特権を付与された。ベラクルス州で兵士として仕えた日本人キリシタンも同様に帯刀を許されていたという。

## キリシタンの弾圧時代に関する研究史
フレデリック・クレインスは海外の歴史学者のキリシタン研究の最初期のものはC・R・ボクサーの『The Christian Century in Japan』（1951年）としている。日本文学の研究者マーク・ウィリアムズによると、ボクサーの著作以降は鎖国から1853年にペリーが来航するまで日本は外界から閉ざされていたと理解されてきたが、ロナルド・トビは鎖国という前提そのものに疑問を呈し、ターンブル等の多くの歴史学者によってボクサーの単純化された歴史についてより細かな理解を得るために多くの研究がなされてきた。
フレデリック・クレインスやC・R・ボクサーは弾圧時代以降のキリシタンの研究において、ジョージ・エリソンの『Deus Destroyed』（1973年）は先駆的な貢献をしたと位置づけている。ジョージ・エリソンはホロコーストで指導的な役割を果たしたナチスのアドルフ・アイヒマンとキリシタン弾圧の責任者を比較することにより、キリシタンの弾圧時代についての理解を深めることに貢献し、外来宗教の信用を失墜させる徳川幕府の試みを明らかにした。近世日本史を専門とするピーター・ノスコは、キリ・パラモアの『Ideology and Christianity in Japan』（2009年）はジョージ・エリソンの著作を土台として、17世紀初頭から19世紀までの日本における反キリスト教思想の理解について大きな貢献をしたと述べている。

## 鎖国から19世紀までのキリシタンの描写
近年の歴史学者ではヤン・ロイヒテンベルガーの著作『Conquering Demons』（2013年）が、現代の世界での日本の位置づけといった文脈でキリシタンが参照されることに着目している。ヤン・ロイヒテンベルガーは伴天連記、吉利支丹物語、切支丹宗門来朝実記を紐解いていき、17世紀初頭にキリシタンが日本列島から取り除かれた後に、神話化したキリシタンによる日本征服の偽史が大量に捏造されたと指摘している。
ヤン・ロイヒテンベルガーはキリシタンが「西洋との最初の接触点として、西洋の影響や新しい世界における日本の位置に対する継続的な不安を現す構成概念」となったことを解き明かした。そしてキリシタンは「グロテスクで不気味な詐欺師として描かれ、その唯一の使命は私利私欲のために他国を侵略する」という虚像が作られていったと論評している。
切支丹宗門来朝実記では、日本が神国であることの根拠を野蛮人の侵略を幾度となく撃退した物語に求めており、こうした文書が流布されることで、軍事的に他国よりも強く、外国よりも文化的、宗教的に優越しているとの自己イメージを持った日本人のアイデンティティが形成されていったと論じている。
時代が経過すると中世の説話に登場する悪役のような奇想天外な描写にキリシタンは変容していき、キリシタンを野蛮だが、身近な他者として永続させると同時に「その他者と対立する神聖で文明化された日本を組み立てるのに寄与した」と提示している。18世紀から19世紀にかけて、日本のアイデンティティを構成する上でキリシタンは重要な位置を占めるようになり、世界における日本の立場への不安を反映し、国家を神聖視させる言論に貢献する役割を果たしていることを示唆した。

## フィクション・大衆文化におけるキリシタンの描写

### 小説・文芸
日本文学を専門とする文学者であるレベッカ・スッターは著書『Holy Ghosts: The Christian Century in Modern Japanese Fiction』（2015年）においてキリシタンに対する近代以降の日本人の見解を提示している。スッターはキリシタンを外国に対する恐怖と憎悪という、日本人論を支配する典型的な2つの感情を表現するために用いられていることを指摘している。1960年から1990年代半ばにかけて、小説の領域ではキリシタンの文化は娯楽ではなく危険と悪の象徴へと変容し、キリシタンの登場人物は一貫して否定的な存在として描かれ、絶え間のない悪魔化が行われるようになったと述べている。
スッターはキリシタンの文化的受容と日本人論との関連も指摘し、「日本文化を例外的であると特徴づける」傾向や「日本人は文化的および社会的に均質な人種であり、その本質は有史以前から現代に至るまでほとんど変わっていない」、そして「他のすべての既知の民族とは根本的に異なる」とする前提があると解説している。多くの日本人論によると日本と西洋はあらゆる点でかけ離れているが、キリシタンやキリスト教を通じて西洋のステレオタイプを語るときは、日本が西洋より優れたものとして描かれると記述している。

### 漫画・ライトノベル
漫画などの大衆文化においても、キリシタンは日本の保守思想や日本人のアイデンティティーの基本的な論理展開を補強するために用いられており、日本の中心をめぐる争いを象徴する存在として内と外の境界を分ける外部性を獲得するようになったという。
バブル経済の破綻以降、漫画に頻繁に登場するキリシタンやキリスト教徒には日本人のアイデンティティーの一体性を呼び覚ますために用いられてきた外国人への恐怖を呼び起こす機能を担うようになった。日本の保守言論はキリシタンの伝統的な敵としての象徴的役割を使用し続け、漫画などの大衆文化によってその図式がますます試みられるようになっていると指摘されている。
キリスト教という現代日本ではとるに足らないマイノリティーが、恐るべき外部の者という特性を具体化し、主人公に勝利を与えるために必要となるお決まりのパターンとして使われるようになったと解釈されている。キリシタンは17世紀と同様に、21世紀でも日本の大衆文化と政治のモラル・パニックを具現化したものとして重要性は変わらないと見られている。

## 国外の評価
英国国教会は豊臣秀吉が26人の殉教者を処刑した日の翌日である2月6日を1959年に記念日とした。アメリカ福音ルター派教会でも、2月5日を記念日としている。英国国教会とルーテル教会はフランシスコ・ザビエルを崇敬し、命日の12月3日を記念日としている。